# Philadelphia Daily News
Il Philadelphia Daily News è un tabloid che cominciò ad essere pubblicato il 31 marzo 1925 sotto la guida del fondatore Lee Ellmaker. Appartiene a Philadelphia Media Holdings L.L.C. Ha una tiratura di 113 951 copie.